# Alan Jelisbarowitsch Dsagojew
Alan Jelisbarowitsch Dsagojew (russisch Алан Елизбарович Дзагоев, osset.  Зæгъойты Алан; engl. Transkription: Alan Yelizbarovich Dzagoev; * 17. Juni 1990 in Beslan, Nordossetische ASSR, Sowjetunion) ist ein russischer Fußballspieler ossetischer Herkunft, der auf der Position des Mittelfeldspielers agiert. Er stand zuletzt beim russischen Zweitligisten Rubin Kasan unter Vertrag.

## Karriere

### Verein
Alan Dsagojew begann 2006 seine Karriere bei Krylja Sowetow-SOK. Im Dezember 2007 wechselte er zu ZSKA Moskau.
Beim Channel One Cup am 27. Januar 2008 gegen Schachtar Donezk absolvierte er sein erstes Spiel. Am 11. Mai 2008 schoss er in der russischen Premjer-Liga gegen FK Chimki sein erstes Tor. Bislang ist er einer der Rekordspieler von ZSKA und vor allem Stammspieler im Mittelfeld.
Im September 2022 wechselte er zum Zweitligisten Rubin Kasan.
Sein Debüt im UEFA-Pokal feierte er am 18. September 2008 gegen den kroatischen Verein NK Slaven Belupo.

### Nationalmannschaft
Bei der russischen Nationalmannschaft fand sein Debüt am 11. Oktober 2008 gegen Deutschland statt. Bei der Fußball-Europameisterschaft 2012 erzielte er ein Doppelpack gegen Tschechien sowie das Tor gegen Polen.
Außerdem nahm er 2013 an der U-21-EM in Israel teil.
2018 war er Teil der russischen Mannschaft bei der Weltmeisterschaft 2018 im eigenen Land.

## Erfolge
- Russischer Meister: 2013, 2014, 2016
- Russischer Vize-Meister: 2008
- Russischer Pokal: 2008, 2009
- Russischer Supercup: 2009, 2013
- Granatkin-Turnier-Sieger: 2008

Persönliche Auszeichnungen
- Bester Mittelfeldspieler des Granatkin-Turniers: 2008
- Bester Spieler unter 20 Jahren (Russland): 2008

## Privates
Alan Dsagojew ist in Beslan geboren, wo er viele Jahre mit seiner Familie lebte. Im Alter von 12 Jahren wechselte er auf ein Fußballinternat, um Karriere im Fußball zu machen. Alan Dsagojew ist seit dem 7. Juli 2012 mit der ossetischstämmigen Theaterkünstlerin und Juristin Sarema Dsagojewa, geborene Abajewa, (* 1987) verheiratet. Die Hochzeit fand nach ossetischer Tradition in Moskau statt. 2013 wurde ihre Tochter geboren.
Im August 2012 wurde Dsagojew zum Ehrenbürger der Stadt Beslan ernannt.